# Effrosyni Sfyri
Effrosyni "Efi" Sfyri (Grieks: Ευφροσύνη "Έφη" Σφυρή) (Athene, 8 januari 1971) is een Griekse voormalige beachvolleyballer. Ze werd eenmaal Europees kampioen en nam deel aan twee opeenvolgende Olympische Spelen.

## Carrière
Sfyri vormde gedurende haar gehele sportieve carrière van 1997 tot en met 2005 een team met Vasso Karadassiou. Het eerste jaar speelden ze twee wedstrijden in de FIVB World Tour voordat ze in Los Angeles meededen aan de eerste officiële wereldkampioenschappen. Sfyri en Karadassiou namen enkel deel aan de kwalificaties en plaatsten zich niet voor het hoofdtoernooi. Het seizoen daarop waren ze actief op zeven FIVB-toernooien en behaalden ze in Espinho met een negende plaats hun eerste toptienklassering. In 1999 nam het duo deel aan zes reguliere toernooien in de World Tour. Bij de WK in Marseille verloren ze in de eerste ronde van het Amerikaanse duo Linda Hanley en Nancy Reno. Na twee overwinningen werden Sfyri en Karadassiou in de derde herkansingsronde definitief uitgeschakeld door de latere Braziliaanse wereldkampioenen Adriana Behar en Shelda Bede. Daarnaast behaalde het duo bij de EK in Palma de Mallorca een negende plaats. 
In 2000 speelde het tweetal zes wedstrijden in de World Tour met een vijfde plaats in Vitória als beste resultaat. Ze vertegenwoordigden Griekenland op de Olympische Spelen in Sydney. Het duo werd in de tweede herkansingsronde uitgeschakeld door het Duitse tweetal Maike Friedrichsen en Danja Müsch en eindigde als zeventiende. Het daaropvolgende seizoen namen Sfyri en Karadassiou deel aan elf reguliere FIVB-toernooien. Het duo behaalde vijf toptienklasseringen met een vijfde plaats in Maoming als beste resultaat. Bij de WK in Klagenfurt bereikten ze de achtste finale waar het Braziliaanse duo Jackie Silva en Claudia Costa te sterk was en bij de Goodwill Games in Brisbane eindigden ze als twaalfde. In Jesolo wonnen Sfyri en Karadassiou de Europese titel door het Zwitserse duo Nicole Schnyder-Benoit en Simone Kuhn in de finale te verslaan. 
In 2002 behaalde het duo bij vijf van de acht wedstrijden in de World Tour een toptienklassering. In Rodos haalden ze met een derde plek voor het eerst podium; in Osaka en Mallorca eindigden ze daarnaast als vijfde. Bij de EK in Bazel kwamen ze niet verder dan de tweede herkansingsronde die verloren werd van de Duitsers Andrea Ahmann en Jana Vollmer. Het jaar daarop namen ze deel aan tien reguliere FIVB-toernooien waarbij ze vier vijfde plaatsen behaalden (Rodos, Klagenfurt, Osaka en Lianyungang). In Rio de Janeiro werd het duo bij de WK in de zestiende finale uitgeschakeld door Jackie Silva en Juliana Felisberta. Bij de EK in Alanya eindigden ze als vijfde nadat ze de kwartfinale van het Nederlandse duo Rebekka Kadijk en Marrit Leenstra verloren hadden. Een jaar later bereikte het duo bij de EK in Timmendorfer Strand de kwartfinale waar het ditmaal werd uitgeschakeld door het Tsjechische duo Eva Celbová en Soňa Nováková. Daarnaast speelden ze negen wedstrijden in de World Tour met een vierde plaats in Osaka als beste resultaat. Bij de Olympische Spelen in eigen land eindigden Sfyri en Karadassiou als negende nadat ze de achtste finale van het Braziliaanse duo Ana Paula Connelly en Sandra Pires verloren hadden. In 2005 speelde het duo nog een wedstrijd in de Europese competitie, waarna Sfyri haar beachvolleybalcarrière afsloot.

## Palmares
Kampioenschappen
- 2001: 9e WK
- 2001:  EK
- 2004: 9e OS

FIVB World Tour
- 2002:  Rodos Open